# Московский 2-й кадетский корпус

Кадеты Второго Московского кадетского корпуса. Торжественная клятва кадетов. Музей ВОВ на Поклонной горе, Москва, 22 декабря 2017 года.

2-й Моско́вский Императора Николая I каде́тский ко́рпус — военно-учебное заведение в России.
Открыт в декабре 1849 г. на 400 воспитанников из беднейших дворян. Состоял из четырёх рот и размещался совместно с 1-м Московским кадетским корпусом в Головинском дворце, в другой его половине. Возрождён в 1999 году как государственное образовательное учреждение кадетская школа-интернат № 69 «Второй Московский Кадетский Корпус» (МЧС).
Один из семи кадетских корпусов в дореволюционной России (наряду с императора Александра II, 2-м императора Петра Великого, 1-м Московским императрицы Екатерины II, 3-м Московским императора Александра II, Омским (Сибирским) императора Александра I и Донским императора Александра III), которым было пожаловано почётное шефство покойных российских императоров.
Храмовый корпусной праздник — 8 ноября.

## 2-й Московский кадетский корпус
В конце 1837 года было утверждено положение об открытии в Москве наряду, с 1-м Московским кадетским корпусом, ещё одного кадетского корпуса, позже назван: 2-й Московский кадетский корпус. По различным причинам открытие 2-го Московского кадетского корпуса затянулось до конца 1849 года.
На воспитание детей в корпусе в 1844, 1847 и 1850 годы были сделаны пожертвования — составился капитал в 65 000 рублей серебром, предназначенный для содержания по одному воспитаннику из беднейших дворян от каждого уезда Московской губернии.
Открытие корпуса состоялось 6 декабря 1849 г. Директором был назначен полковник Сергей Петрович Озеров.
В октябре 1849 года начались вступительные экзамены и медицинский отбор детей, поступающих в корпус на средства дворянства Московской и семи губерний, приписанных ко 2-му Московскому кадетскому корпусу (Вологодской, Ярославской, Костромской, Владимирской, Нижегородской, Казанской, Екатеринославской).
К концу января 1850 года в корпусе уже было 54 воспитанника, к концу марта — 74, к концу учебного года — 81. 6-го августа 1850 года состоялась передача во 2-й Московский корпус 17-ти воспитанников из Разумовского малолетнего отделения — определены во 2-ю мушкетёрскую роту; и 200 воспитанников Александрийского сиротского института — из них была сформирована гренадерская и 1-я мушкетёрская роты, численностью по 100 человек в каждой. Таким образом, в корпусе было сформировано три строевые роты, составившие батальон. Все переведённые воспитанники были распределены в 1-й, 2-й и 3-й общие классы.
В июле 1854 году состоялся первый выпуск в офицеры из 2-го специального класса, в 1855 году — из 3-го специального класса. Все кадеты 3-го специального класса, окончившие курс по 1 разряду, получали чины прапорщиков гвардии, подпоручиков артиллерии или поручиков пехоты. Кадеты, успешно окончившие курс 2-го специального класса, выпускались в артиллерию и в пехоту, в зависимости от достигнутых успехов.
В 1856 году было отменено название гренадерских и мушкетёрских рот — роты становятся номерными. С 1857 года разрешено принимать в корпус экстерном.
За время с 1854 по 1863 год из корпуса было произведено 10 официальных выпусков. Летом 1863 года прошёл последний выход корпуса в батальонном составе в лагерь в селе Коломенском, и там же 9 августа состоялся последний высочайший смотр, на котором все три Московских корпуса были «найдены в отличном во всех отношениях порядке», за что было объявлено Монаршее благоволение директорам и батальонным командирам корпусов.
В день императорского смотра во 2-м Московском кадетском корпусе состоялось последнее производство 32 кадет в офицеры. Вслед за этим всех воспитанников специальных классов перевели частично в Михайловское артиллерийское (10 чел.), а большинство (47 чел.) во вновь открытое в Москве Александровское военное училище, размещённое в здание упраздненного Александрийского сиротского кадетского корпуса.

## 2-я Московская военная гимназия
В начале 1860-х, в ходе реформ Д. А. Милютина, корпус был реорганизован в военную гимназию. Приказом военного министра от 17 мая 1864 года в бывшем кадетском корпусе отменялся батальонный состав, знамя должно было отныне храниться в корпусной церкви, а существующие 4 роты были переформированы в 3 возраста: старший, средний и младший. Полное преобразование кадетского корпуса в военную гимназию было произведено директором П. И. Мезенцевым, он управлял военной гимназией семь с половиной лет. На службу в гимназии были привлечены несколько кандидатов университета (А. И. Хотяинцев, В. А. Бернгард, Д. П. Езучевский).
16 июня 1864 года воспитанники, не взятые родителями на каникулы, выступили в лагерь без знамени, ружей и музыки, в летних матросских рубашках, в сопровождении офицеров в сюртуках при оружии. Теперь лагерь предназначался не для строевых и тактических занятий, а должен был служить дачей. В первое лето воспитанники разместились ещё в прежних полотняных палатках, а уже на следующий год были построены деревянные бараки. Получилось нечто вроде пионерского лагеря.

## 2-й Московский Императора Николая I кадетский корпус
В 1882 году военная гимназия была преобразована в кадетский корпус новой формации. «Возрасты» были переименованы в роты. Старшая рота была вооружена ружьями, для неё были установлены лагерные сборы, где кадеты должны были пройти усиленный курс строевого обучения. Вновь были введены должности ротных командиров.
В 1896 году корпусу присвоено вечное шефство императора Николая I и корпус назван 2-й Московский Императора Николая I кадетский корпус. На эполеты и погоны всех чинов корпуса присвоено вензелевое изображение имени императора Николая I.
Кадеты 2-го Московского корпуса были потрясены отречением царя, отказывались выполнять приказы, касавшиеся снятия погон, отмены отдания чести и запрещения исполнять гимн Российской Империи.
В октябре 1917 года старшие кадеты 2-го Московского кадетского корпуса, вместе с кадетами 1-го Московского кадетского корпуса с оружием в руках выступили против большевиков. В начале 1918 года 2-й Московский кадетский корпус прекратил своё существование.

## Общекадетские объединения за рубежом
Полковник Борис Дмитриевич Приходкин, командир батареи в Первую мировую, награждённый Георгиевским оружием, оказавшись во Франции, к 1927 году создал музей «Родной корпус». Он создал и первое объединение кадет 2-го Московского кадетского корпуса за рубежом. В 1928 году в Белграде был создан Союз "Объединенные кадеты российских императорских кадетских корпусов в королевстве СХС".  После переезда руководства, в том числе и БД.Приходкина во Францию, "Союз российских кадетских корпусов" возобновил свою работу в 1936 году с правлением в Париже. Начиная с 1935 года Союзом руководил генерал-лейтенант Николай Николаевич Алексеев, а Правителем дел был Б.Д.Приходкин. В 1940 году во время немецкой оккупации деятельность Союза была приостановлена и возобновилась лишь после войны в 1949 году. 
Параллельно с Союзом объединений кадет разных корпусов бывшие кадеты, разбросанные по всему миру, начали объединяться в общекадетские объединения. По инициативе А.А. Геринга 22 октября 1950 года во Франции было создано Обще-кадетское объединение. К 1951 году появилось первых пять таких объединений во Франции, Аргентине, Мюнхене, Нью-Йорке и Сан-Франциско.
К настоящему[какому?] времени кадетские объединения имеются в США и Германии, Канаде и Венесуэле, Египте и Австралии, Аргентине и Франции, Китае и Югославии, Болгарии, Чехии и Словакии они живут по-русски, издают свои журналы и регулярно съезжаются на свои кадетские всемирные съезды.

## Второй Московский кадетский корпус (МЧС)
8 июня 1999 года, в год 150-летия с момента открытия 2-го Московского кадетского корпуса, в Москве, на базе школы «Дискавери» (школы-интерната № 69) для детей-сирот, по адресу Ленинский проспект дом 97-А, было открыто Государственное образовательное учреждение Кадетская школа-интернат № 69 «Второй Московский Кадетский Корпус» (в составе МЧС).
В 2004 году Второй Московский кадетский корпус сделал свой первый выпуск.
В кадетском корпусе 13 мая 2005 года был открыт музей Второго Московского кадетского корпуса. На открытии присутствовала вдова старого кадета Алексея Борисовича Иордана Мария Александровна с дочерью.
Выпускники корпуса успешно учатся в Академии гражданской защиты МЧС России, Академии государственной противопожарной службы МЧС России, Университете МВД, Пограничном училище ФСБ, а также в гражданских вузах.

## Униформа
У кадет — чёрный однобортный мундир с алыми клапанами на воротнике и золотыми петлицами: одиночными — на клапанах воротника и двойными — на обшлагах; фуражка с алым околышем и светло-синей выпушкой по верхнему кругу тульи; погоны светло-синие без выпушки. Шифровка на погоны: до 1896 — «2М», 1896—1917 — «НI» (вензель Николая I).
В настоящее время — погоны василькового цвета и фуражка с васильковым околышем. Шифровка на погоны — «2МсКК».

## Директора Второго Московского кадетского корпуса
1. генерал-лейтенант С. П. Озеров (1849—1861).
2. генерал-майор А. В. Фрейганг (1861—1864).
3. полковник (с 27.03.1866 генерал-майор) Пётр Иванович Мезенцов (1864—1871).
4. генерал-майор Григорий Павлович Кузьмин-Караваев (1871—1877).
5. полковник Аполлон Николаевич Макаров (1877—1878),
6. генерал-майор Фёдор Константинович Альбедиль (1878—1897).
7. генерал-майор И. С. Демин (1897—1900).
8. полковник Н. В. Дубасов (1900—1901).
9. генерал-майор В. А. Петров (1901—1907).
10. полковник (с 1908 года — генерал-майор) В. Э. Данкварт (1907—1914).
11. Коптев А. В. (1999—2000).
12. полковник Галанин Ю. Г. (2000 г.— 2012)[8].
13. полковник Чернега И. Б. (2018 г.)

## Преподавание
Преподаватели корпуса пользовались почётной известностью и в педагогическом мире, и в литературе. Одним из самых выдающихся был преподаватель литературы Павел Ефимович Басистов, автор «Хрестоматии для средних учебных заведений», очерков жизни и сочинений Жуковского. Его статьи историко-литературного содержания в 60-х годах XIX в. публиковались в «Отечественных записках», в «Санкт-Петербургских ведомостях».
Программа теории словесности в корпусах того времени охватывала все виды литературного творчества, требовала ознакомления учеников со всеми выдающимися произведениями российских поэтов и писателей.

## Дисциплинарная практика
Воспоминание о розгах в кадетском корпусе осталось у меня на всю жизнь.
— Александр Куприн
В отношении нарушителей дисциплины некоторые командиры рот прибегали к наказанию розгами, «надиранию» ушей или ставили провинившихся кадет на долгий штраф. При этом директор корпуса в известность об этих наказаниях в большинстве случаев не ставился.

## Георгиевские кавалеры
- Агищев, Владимир Афанасьевич
- Кучинев, Владимир Георгиевич

## Известные воспитанники корпуса
См. Выпускники Второго Московского кадетского корпуса.